# Коул, Линнетт
Линнетт Коул-О'Нан (англ. Lynnette Cole-O'Nan; род. 9 февраля 1978, Колумбия, Теннесси) — американская супермодель и фотомодель; победительница конкурса красоты «Мисс США 2000».

## Биография

### До участия в конкурсах красоты
Имеет Пуэрто-Риканские корни. В десять месяцев она жила в приёмной семье со своим старшим братом, когда их усыновили Гейл и Ларри Коул. Они переезжали из штата в штат, так как законодательно запрещалось иметь приёмных детей другой расы. Её приёмные родители, в прошлом усыновляли/удочеряли в общей сложности свыше 100 детей.

### Конкурсы красоты
Стала первой представительницей штата Теннесси, победившая в национальном конкурсе красоты Мисс США.
Завоевала титул в 21 год.
В 1995 году завоевала титул Юная Мисс Теннеесси. Вошла в Топ 6 финалисток Юная Мисс США и завоевала награду Мисс Фотогеничность, став лишь четвёртой в конкурсе. В 1997 году завоевала титул Miss Teen All American.
После победы Мисс Теннесси и Мисс США 2000, представляла страну на международном конкурсе Мисс Вселенная 2000. Её выход обеспечил ей место среди пяти финалисток.
В роли Мисс США, Cole была представительницей Miss Universe Organization.

### После конкурсов красоты
После передачи короны следующей победительницы, начала работать телеведущей на телеканалах NBC, CMT, ESPN, MTV, VH-1 и снялась в мыльной опере Как вращается мир. Наряду с карьерой ведущей, появлялась в многочисленных печатных рекламных кампаниях и рекламных роликах.
Руководит конкурсом красоты «Мисс Теннесси США».